# (6562) Takoyaki
(6562) Takoyaki es un asteroide perteneciente al cinturón de asteroides, descubierto el 9 de noviembre de 1991 por Masayuki Yanai y el también astrónomo Kazuro Watanabe desde el Observatorio de Kitami, Hokkaidō, Japón.

## Designación y nombre
Designado provisionalmente como  1991 VR3. Nombrado así por el takoyaki, una comida local muy conocida en la zona de Osaka. Es una torta de harina de trigo horneada que contiene pequeños trozos de pulpo hervido. El nombre fue seleccionado entre otros candidatos propuestos por los niños que asistieron al Festival Espacial Fureai 2001, celebrado en Osaka el Día del Espacio en Japón.

## Características orbitales
Takoyaki está situado a una distancia media del Sol de 2,263 ua, pudiendo alejarse hasta 2,775 ua y acercarse hasta 1,751 ua. Su excentricidad es 0,226 y la inclinación orbital 5,171 grados. Emplea 1243,45 días en completar una órbita alrededor del Sol.

## Características físicas
La magnitud absoluta de Takoyaki es 14,20. Tiene 3,815 km de diámetro y su albedo se estima en 0,367.